# 瓦妮莎·贝尔
瓦妮莎·贝尔（Vanessa Bell；本姓斯蒂芬，Stephen；1879年5月30日—1961年4月7日）是一位英国画家和室内设计师，布卢姆茨伯里派成员，弗吉尼亚·伍尔夫的姐姐。

## 早年
瓦妮莎·斯蒂芬是莱斯利·斯蒂芬爵士和茱莉亚·斯蒂芬的长女。 家中除了大弟弟索比·斯蒂芬 （1880–1906）、妹妹弗吉尼亚 （1882–1941）和小弟弟阿德里安·斯蒂芬 （弟弟，1883–1948）以外，还有同父异母的姐姐劳拉（1870-1945），她的生母是哈丽特·萨克雷（1840–1875）；以及同母异父的大哥乔治·达克沃斯（1868-1934）、大姐斯特拉（1869－1897）和二哥杰拉尔德·达克沃斯（1870-1937）。一大家都住在伦敦西敏市的海德公园门22号。
她在家接受语言、数学和历史方面的教育，在1896年进入亚瑟·科普爵士（Arthur Cope）的艺术学校之前，曾向埃比尼泽·库克（Ebenezer Cook）学习绘画。1901年，她进入皇家艺术研究院 学习绘画。
她后来说，在童年时期，她曾遭到同父异母的哥哥乔治·达克沃斯和杰拉尔德·达克沃斯的性虐待。

## 个人生活
1895年母亲去世，1904年父亲去世后，瓦妮莎卖掉了海德公园门22号，和大弟弟索比·斯蒂芬、妹妹弗吉尼亚和小弟弟阿德里安·斯蒂芬搬到布鲁姆斯伯里的戈登广场46号， 在那里接待索比在剑桥大学读书时结交的一批青年艺术家、作家和知识分子，组成了布卢姆茨伯里派。布卢姆茨伯里派的第一次周四晚间聚会就在戈登广场她的家中开始。参加者包括：李顿·斯特雷奇、戴斯蒙德·麦卡锡（Desmond MacCarthy），后来又加上梅纳德·凯恩斯、伦纳德·伍尔夫、罗杰·弗莱、邓肯·格兰特和克莱夫·贝尔。
1907年，瓦妮莎与克莱夫·贝尔结婚。他们育有两个儿子：长子朱利安·贝尔（Julian Bell），1937年死于西班牙内战，年仅29岁；次子昆汀·贝尔（Quentin Bell）。这对夫妇实行开放式婚姻， 两人一生各自都有情人相伴。瓦妮莎的情夫包括艺术评论家罗杰·弗莱、画家邓肯·格兰特， 1918年，她与邓肯·格兰特育有一个女儿安吉丽卡（Angelica），克莱夫·贝尔将其当作自己的孩子抚养成人。
第一次世界大战爆发前不久，瓦妮莎、克莱夫、邓肯·格兰特和邓肯的同性爱人大卫·加内特搬到萨塞克斯郡的乡村，定居在东萨塞克斯郡菲尔勒（Firle）附近的查尔斯顿农舍。约翰·梅纳德·凯恩斯也是一位亲密的朋友和家庭成员，直到他与贝尔不喜欢的莉迪亚·乐甫歌娃交往。
在查尔斯顿，贝尔和格兰特为罗杰·弗莱建立的欧米茄工作坊作画工作。1916年，她的第一次个展是在欧米茄工作坊。
1961年4月7日，瓦妮莎·贝尔在菲勒的查尔斯顿因短暂的疾病而去世，安葬在菲勒堂区教堂墓地。1978年邓肯·格兰特去世后，安葬在她旁边。

## 艺术
1906年，贝尔开始认为自己是一名艺术家，于是成立“星期五俱乐部”，要在伦敦创建一个更适合绘画的地方。瓦妮莎受到了罗杰·弗莱组织的后印象派展览的鼓舞，在自己的作品中复制了他们鲜艳的色彩和大胆的形式。1914年，她转向抽象艺术 。
贝尔拒绝了维多利亚时代叙事绘画的榜样，拒绝对女性特质的理想品质和反常品质的论述。她还为她妹妹弗吉尼亚的所有书籍设计了书籍护封，这些书由弗吉尼亚·伍尔夫和伦纳德·伍尔夫夫妇的出版公司贺加斯出版社出版。
贝尔是布卢姆茨伯里派最著名的画家之一。她生前曾在伦敦和巴黎展出，并因其创新作品和对设计的贡献而受到赞誉。
贝尔的画作包括《斯塔德兰海滩》（Studland Beach，1912）、《浴缸》（The Tub，1918）、《两个女人的室内》（Interior with Two Women，1932），以及以下肖像画：她的妹妹弗吉尼亚·伍尔夫（1912年三幅）、奥尔德斯·赫胥黎（1929-1930年）和大卫·加内特（1916年）。贝尔还与邓肯·格兰特合作，完成萨塞克斯郡伯威克教堂壁画（1940–42年）。
1932年，贝尔和格兰特受委托为肯尼斯·克拉克制作一套晚餐餐具。在肯尼斯的妻子简·克拉克的监督下，他们制作了著名女性晚餐餐具，包括50个盘子，上面绘有历史上著名女性的肖像。这套餐具最终到了一位私人收藏家手中，直到2017年才从公众视野中消失。2018年初，全套藏品在伦敦展出。

### 展览
1909年夏天，“冰岛罂粟”（Iceland Poppies，1908年）在新英格兰艺术俱乐部展出。它受到沃尔特·西克特（Walter Sickert）的赞扬，标志着贝尔的艺术成熟。
水粉画“屏风设计：湖畔人物”（Designs for a Screen: Figures by a Lake，1912年），受到了爱德华·维亚尔和莫里斯·丹尼的那比派画作的影响，可能是贝尔展览《屏风设计》的一部分，该展览于1912年2月在周五俱乐部展览上展出。
1916年，贝尔的第一次个展在伦敦的欧米茄工作坊举行，这是一个支持年轻艺术家并向公众介绍设计作品的重要展览场所。贝尔在1912年左右成为欧米茄工作坊的主管。
油画“壁炉墙设计”（Design for Overmantel Mural，1913年），描绘了她本人和莫莉·麦卡锡（Molly MacCarthy）在戈登广场46号贝尔的工作室里裸体。
《街角对话》（Street Corner Conversation，也创作于1913年）讲述四个人在巨大的几何形体中的对话。
油画“夏令营”（Summer Camp，1913年），描绘在诺福克-萨福克两郡边界塞特福德附近的布兰登（Brandon）组织的夏令营。
油画“河口边”（By the Estuary，1915年），是一幅大小适度的风景画，显示出她对设计清晰的喜爱，其中对比鲜明的色彩片段相互协调。
“裸体与罂粟花”（Nude with Poppies，1916年），布面油画，是贝尔为玛丽·哈钦森画的床头板设计。
2021年，贝尔是纽卡斯尔莱恩画廊展览上四位著名女艺术家之一。

## 媒体形象
在多拉·卡林顿（Dora Carrington）的传记电影《卡林顿》（Carrington ，1995年）中，贝尔由珍妮特·麦克蒂尔饰演。在电影《时时刻刻》（The Hours ，2002年）中，贝尔由米兰达·理查森 饰演。在BBC迷你剧《冲破囚笼》（Life in Squares ，2015年）中，贝尔由菲比·福克斯（Phoebe Fox）和伊芙·贝斯特饰演。。 
在苏珊·塞勒斯（Susan Sellers）的2010年小说《瓦妮莎和弗吉尼亚》（Vanessa and Virginia）和普里亚·帕尔玛（Priya Parmar）的2014年小说《瓦妮莎和她的妹妹》（Vanessa and Her Sister，2014年），贝尔都是主角。
在电影《薇塔与弗吉尼亚》（2018年）中，贝尔由埃默拉尔德·芬内尔饰演。